# Badminton-Asienmeisterschaft 1995
Die Badminton-Asienmeisterschaft 1995 fand vom 5. bis 9. April 1995 im Olympic Sports Center Gymnasium in Peking, China, statt.

## Medaillengewinner
| Disziplin    | Gold                        | Silber                    | Bronze                                   |
| ------------ | --------------------------- | ------------------------- | ---------------------------------------- |
| Herreneinzel | Park Sung-woo               | Sun Jun                   | Ge Cheng                                 |
| Herreneinzel | Park Sung-woo               | Sun Jun                   | Dong Jiong                               |
| Dameneinzel  | Ye Zhaoying                 | Yao Yan                   | Bang Soo-hyun                            |
| Dameneinzel  | Ye Zhaoying                 | Yao Yan                   | Wang Chen                                |
| Herrendoppel | Cheah Soon Kit Yap Kim Hock | Huang Zhanzhong Jiang Xin | Pramote Teerawiwatana Sakrapee Thongsari |
| Herrendoppel | Cheah Soon Kit Yap Kim Hock | Huang Zhanzhong Jiang Xin | Candra Wijaya Ade Sutrisna               |
| Damendoppel  | Ge Fei Gu Jun               | Qin Yiyuan Tang Yongshu   | Eliza Nathanael Zelin Resiana            |
| Damendoppel  | Ge Fei Gu Jun               | Qin Yiyuan Tang Yongshu   | Peng Xinyong Zhang Jin                   |
| Mixed        | Liu Jianjun Ge Fei          | Jiang Xin Zhang Jin       | Sandiarto Sri Untari                     |
| Mixed        | Liu Jianjun Ge Fei          | Jiang Xin Zhang Jin       | Kim Dong-moon Kim Shin-young             |

## Herreneinzel

### Hauptrunde
- Pullela Gopichand –  Michael Mee Yinn Nyau: 15-3 / 15-7
- Mohammed Saqib Majeed –  Vacharapan Khamthong: 8-15 / 15-6 / 15-9
- Morteza Validarvi –  Ramjee B. Shrestha: 15-8 / 15-8
- Ismail Saman –  Zailani Yuin: 15-6 / 15-3
- Kyaw Aung –  Abdullah Shakeeb: 15-6 / 15-1
- Fumihiko Machida –  Nguyễn Anh Hoàng: 15-6 / 18-13
- Chang Jeng-shyuang –  Anthony Ave: 15-1 / 15-0
- Takaaki Hayashi –  Teng Shih Ee: 15-2 / 15-4
- Duminda Jayakody –  Hamid Khan: 17-16 / 15-13
- Wong Wai Lap –  Awang Amran Kambar: 15-1 / 15-1
- Antonio Mance jr. –  Moosa Nashid: 15-7 / 15-4
- Kitipon Kitikul –  Tun Tun Zaw: 15-9 / 15-2
- Tam Kai Chuen –  Ermadena Hj Talip: 15-3 / 15-3
- Kosol Siridumrongsak –  Nishantha Jayasinghe: 15-7 / 15-3
- Lee Mou-chou –  Sayed Bahram Arabi: 15-6 / 15-3
- Wong Ewee Mun –  Mohamed Sharath: 15-0 / 15-2
- Saed Bahador Zakizadeh –  Gee Boo Simon Koh: 15-9 / 15-2
- Mirza Ali Yar Beg –  Shinji Bito: 15-7 / 15-9
- Thushara Edirisinghe –  Allan De Leon: 2-15 / 15-5 / 15-8
- Lee Yong-sun –  Hồ Văn Lợi: 15-0 / 15-4
- Indra Wijaya –  Islam Amir: 15-0 / 15-4
- Win Zaw –  Awangku Norumaizi Pg Othman: 15-8 / 15-0
- Koo Yong Chut –  Jaime Llanes: 15-2 / 15-3
- N. Palinda Halangoda -  Miladul: w.o.
- Xie Yangchun –  Bhushan Akut: w.o.
- C. Arief -  Chhorvann Chhea: w.o.
- Igor Dmitriev -  Zakaria: w.o.
- Rajeev Bagga -  Bunleng Hor: w.o.
- Joaquim Lobo –  Kuan Yang Adrian Tay: w.o.
- Anton Tiajkoun –  Liu En-hung: w.o.
- Sudip Yonzon –  Aleem Syed Asadullah: w.o.
- Alan Budikusuma –  Ronald Magnaye: 15-1 / 15-3
- Tam Lok Tin –  N. Palinda Halangoda: 15-6 / 15-2
- Pullela Gopichand –  Mohammed Saqib Majeed: 15-8 / 15-4
- Park Sung-woo –  Hasith Perere: 15-2 / 15-3
- Ismail Saman –  Morteza Validarvi: 15-0 / 15-8
- Hu Zhilang -  Sereivuth Ith: 15-1 / 15-1
- Fumihiko Machida –  Kyaw Aung: 1-0 / 1-0
- Marleve Mainaky –  Iftikhar Hussain: 15-4 / 15-7
- Chang Jeng-shyuang –  Takaaki Hayashi: 15-6 / 9-15 / 18-13
- Ahn Jae-chang –  Zailani Salleh: 15-2 / 15-3
- Xie Yangchun –  Duminda Jayakody: 15-1 / 15-1
- Dong Jiong –  Hameed Nasimi: 15-2 / 15-5
- C. Arief –  Wong Wai Lap: 15-8 / 15-3
- Kantharoopan Ponniah –  Konstantin Dubs: 15-3 / 15-5
- Tam Kai Chuen –  Kosol Siridumrongsak: 15-3 / 15-6
- Rashid Sidek –  Tai Tak Meng: 15-1 / 15-0
- Lee Mou-chou –  Igor Dmitriev: 15-4 / 15-2
- Kim Hak-kyun –  Ba Bahal Han: 15-10 / 15-3
- Wong Ewee Mun –  Rajeev Bagga: 12-15 / 15-10 / 15-2
- Ge Cheng –  Melvin Llanes: 15-9 / 15-1
- Mirza Ali Yar Beg –  Saed Bahador Zakizadeh: 6-15 / 18-17 / 15-4
- Lee Yong-sun –  Thushara Edirisinghe: 15-5 / 15-4
- Indra Wijaya –  Win Zaw: 15-8 / 15-3
- Sun Jun  –  Ali Reza Shafiee: 15-1 / 15-2
- Koo Yong Chut –  Joaquim Lobo: 15-2 / 15-2
- Chen Gang –  Manjula Sampath Fernando: 15-4 / 15-3
- Sudip Yonzon –  Anton Tiajkoun: 15-4 / 12-15 / 15-12
- Lee Kwang-jin –  Ibrahim Thasleem: 15-1 / 15-0
- Sam Soi Meng –  Ong Ewe Hock: w.o.
- Kitipon Kitikul –  Antonio Mance jr.: w.o.
- Mohamad Zadzli –  Lioe Tiong Ping: w.o.
- Sambo Ang –  Sompol Kukasemkij: w.o.
- Alan Budikusuma –  Tam Lok Tin: 15-1 / 15-1
- Pullela Gopichand –  Sam Soi Meng: 15-0 / 15-0
- Park Sung-woo –  Ismail Saman: 15-2 / 15-3
- Hu Zhilang –  Fumihiko Machida: 15-9 / 15-5
- Marleve Mainaky –  Chang Jeng-shyuang: 18-16 / 15-3
- Ahn Jae-chang –  Xie Yangchun: 18-16 / 8-15 / 15-1
- Dong Jiong –  C. Arief: 15-3 / 15-7
- Kantharoopan Ponniah –  Kitipon Kitikul: 15-4 / 15-5
- Rashid Sidek –  Tam Kai Chuen: 3-15 / 15-1 / 15-1
- Kim Hak-kyun –  Lee Mou-chou: 15-11 / 15-6
- Ge Cheng –  Wong Ewee Mun: 15-2 / 15-11
- Mirza Ali Yar Beg –  Mohamad Zadzli: 15-1 / 15-1
- Lee Yong-sun -  Sambo Ang: 1-0 / 1-0
- Sun Jun  –  Indra Wijaya: 13-15 / 15-6 / 15-11
- Chen Gang –  Koo Yong Chut: 15-6 / 15-9
- Lee Kwang-jin –  Sudip Yonzon: 15-1 / 15-2
- Alan Budikusuma –  Pullela Gopichand: 15-12 / 15-8
- Park Sung-woo –  Hu Zhilang: 15-5 / 15-7
- Ahn Jae-chang –  Marleve Mainaky: 15-9 / 15-12
- Dong Jiong –  Kantharoopan Ponniah: 15-7 / 15-4
- Rashid Sidek –  Kim Hak-kyun: 14-17 / 15-4 / 15-8
- Ge Cheng –  Mirza Ali Yar Beg: 15-2 / 15-5
- Sun Jun  –  Lee Yong-sun: 15-4 / 15-4
- Lee Kwang-jin –  Chen Gang: 15-4 / 15-10
- Park Sung-woo –  Alan Budikusuma: 15-11 / 15-8
- Dong Jiong –  Ahn Jae-chang: 15-2 / 15-1
- Ge Cheng –  Rashid Sidek: 15-4 / 15-12
- Sun Jun  –  Lee Kwang-jin: 15-3 / 15-2

### Endrunde
|  | Halbfinale | Halbfinale    | Halbfinale | Halbfinale | Halbfinale |  |  | Finale | Finale        | Finale | Finale | Finale |
|  |            |               |            |            |            |  |  |        |               |        |        |        |
|  |            |               |            |            |            |  |  |        |               |        |        |        |
|  |            | Park Sung-woo | 18         | 15         |            |  |  |        |               |        |        |        |
|  |            | Dong Jiong    | 16         | 12         |            |  |  |        |               |        |        |        |
|  |            |               |            |            |            |  |  |        | Park Sung-woo | 15     | 15     |        |
|  |            |               |            |            |            |  |  |        | Sun Jun       | 8      | 8      |        |
|  |            | Ge Cheng      | 7          | 6          |            |  |  |        |               |        |        |        |
|  |            | Sun Jun       | 15         | 15         |            |  |  |        |               |        |        |        |
|  |            |               |            |            |            |  |  |        |               |        |        |        |

## Dameneinzel

### Hauptrunde
- Chen Mei-cun –  Fatimah Kumin Lim: 11-3 / 11-3
- Zhang Ning –  P. V. V. Lakshmi: 11-1 / 11-0
- Shyu Yu-ling –  Ludmila Okuneva: 11-0 / 11-0
- Yao Yan –  Huang Chia-chi: 11-2 / 11-0
- Leen Ai –  Thị Liên Dường: 11-1 / 11-2
- Xu Li –  Jeng Shwu-zen: 11-5 / 11-4
- Chan Chia Fong –  Irina Gritsenko: 9-11 / 11-9 / 11-4
- Chyn Y-lin –  Zarinah Abdullah: 3-11 / 12-9 / 11-3
- Wang Chen –  Kaushalya Dissanayake: 11-0 / 11-1
- Masako Sakamoto –  Louisa Koon Wai Chee: 11-6 / 11-4
- Yoshiko Ohta –  Manjusha Kanwar: w.o.
- Bang Soo-hyun –  Olesia Sholar: 11-1 / 11-0
- Zeng Yaqiong –  Chen Mei-cun: 11-3 / 11-0
- Takako Ida –  Lee Suh-ling: 11-1 / 11-5
- Zhang Ning –  Ng Ching: 11-4 / 11-2
- Lee Joo Hyun –  Chandrika de Silva: 11-2 / 11-0
- Cindana Hartono –  Shyu Yu-ling: 11-5 / 11-8
- Jaroensiri Somhasurthai -  Nasima Sultanah: 1-0 / 1-0
- Yao Yan –  Leen Ai: 11-4 / 11-1
- Xu Li –  Chan Chia Fong: 11-4 / 11-2
- Jihyun Marr –  Rajani Joshi Shrestha: 11-6 / 11-0
- Yoshiko Ohta –  Pornsawan Plungwech: 11-8 / 11-2
- Ye Zhaoying –  Jaw Hua-ching: 11-1 / 11-2
- Wang Chen –  Chyn Y-lin: 11-1 / 11-4
- Masako Sakamoto –  Wu I-lun: 11-6 / 8-11 / 11-8
- Ra Kyung-min –  Tu Le Hình: 11-2 / 11-1
- Lidya Djaelawijaya –  Inna Morozova: w.o.
- Bang Soo-hyun –  Zeng Yaqiong: 11-5 / 11-8
- Zhang Ning –  Takako Ida: 11-2 / 11-3
- Lee Joo Hyun –  Cindana Hartono: 11-7 / 11-12 / 11-5
- Yao Yan –  Jaroensiri Somhasurthai: 11-3 / 11-12 / 11-8
- Jihyun Marr –  Xu Li: 12-10 / 11-7
- Ye Zhaoying –  Yoshiko Ohta: 11-3 / 11-2
- Wang Chen –  Lidya Djaelawijaya: 11-1 / 11-5
- Ra Kyung-min –  Masako Sakamoto: 12-10 / 11-1
- Bang Soo-hyun –  Zhang Ning: 11-6 / 11-9
- Yao Yan –  Lee Joo Hyun: 11-6 / 4-11 / 11-5
- Ye Zhaoying –  Jihyun Marr: 11-1 / 11-2
- Wang Chen –  Ra Kyung-min: 11-6 / 11-4

### Endrunde
|  | Halbfinale | Halbfinale    | Halbfinale | Halbfinale | Halbfinale |  |  | Finale | Finale      | Finale | Finale | Finale |
|  |            |               |            |            |            |  |  |        |             |        |        |        |
|  |            |               |            |            |            |  |  |        |             |        |        |        |
|  |            | Bang Soo-hyun | 11         | 7          | 3          |  |  |        |             |        |        |        |
|  |            | Yao Yan       | 5          | 11         | 11         |  |  |        |             |        |        |        |
|  |            |               |            |            |            |  |  |        | Yao Yan     | 2      | 0      |        |
|  |            |               |            |            |            |  |  |        | Ye Zhaoying | 11     | 11     |        |
|  |            | Ye Zhaoying   | 11         | 4          | 11         |  |  |        |             |        |        |        |
|  |            | Wang Chen     | 4          | 11         | 7          |  |  |        |             |        |        |        |
|  |            |               |            |            |            |  |  |        |             |        |        |        |

## Herrendoppel

### Hauptrunde
- Shinji Bito /  Fumihiko Machida –  Jaime Llanes /  Melvin Llanes: 15-3 / 15-2
- Liu Di /  Yang Ming –  Manjula Sampath Fernando /  Hasith Perere: 15-1 / 15-2
- Horng Shin-jeng /  Huang Chuan-chen –  Sam Soi Meng /  Teng Shih Ee: 15-1 / 15-0
- Kim Dong-moon /  Yoo Yong-sung –  Sayed Bahram Arabi /  Hameed Nasimi: 15-0 / 15-0
- Eddeeza Saha /  Fredyno Saha –  Awangku Norumaizi Pg Othman /  Zailani Salleh: 15-1 / 15-5
- Ma Che Kong /  Tam Kai Chuen –  Islam Amir /  Mohammed Saqib Majeed: 15-6 / 15-4
- Que Ning /  Zheng Zhou –  Duminda Jayakody /  Nishantha Jayasinghe: 15-1 / 15-0
- Abhichat Khongchan /  Thanakorn Singkaew –  Moosa Nashid /  Mohamed Sharath: 15-1 / 15-0
- Igor Dmitriev /  Anton Tiajkoun –  Ermadena Hj Talip /  Zailani Yuin: 15-3 / 15-12
- Lee Sung-yuan /  Yong Shyu-jeng –  Mirza Ali Yar Beg /  Iftikhar Hussain: 15-0 / 15-7
- Liang Qing /  Liu Yong –  Hồ Văn Lợi /  Nguyễn Anh Hoàng: 15-1 / 15-9
- Kitipon Kitikul /  Kosol Siridumrongsak –  Thushara Edirisinghe /  N. Palinda Halangoda: 15-10 / 15-7
- Chan Siu Kwong /  He Tim –  Michael Mee Yinn Nyau /  Mohamad Zadzli: 15-3 / 15-1
- Takaaki Hayashi /  Norio Imai –  Kyaw Aung /  Win Zaw: 15-9 / 15-4
- Yu Yang /  Zhao Zhiyong –  Ali Reza Shafiee /  Saed Bahador Zakizadeh: 15-3 / 15-1
- Hamid Khan /  Gee Boo Simon Koh –  Ramjee B. Shrestha /  Sudip Yonzon: 15-5 / 15-2
- Bhushan Akut /  Vinod Kumar –  Allan De Leon /  Ronald Magnaye: 15-5 / 15-8
- Tao Xiaoqiang /  Ricky Yu Qi –  Abdullah Shakeeb /  Ibrahim Thasleem: 15-4 / 15-0
- Lee Dong-soo /  Lee Yong-sun –  Anthony Ave /  Antonio Mance jr.: w.o.
- Choong Tan Fook /  Lee Wan Wah -  Miladul /  Zakaria: w.o.
- Ha Tae-kwon /  Kang Kyung-jin -  Chhorvann Chhea /  Sokdom Ry: w.o.
- Pramote Teerawiwatana /  Sakrapee Thongsari -  Sambo Ang /  Sereivuth Ith: 15-1 / 15-2
- Liu Di /  Yang Ming –  Shinji Bito /  Fumihiko Machida: 9-15 / 15-7 / 15-11
- Tony Gunawan /  Rudy Wijaya –  Horng Shin-jeng /  Huang Chuan-chen: 15-18 / 15-9 / 15-12
- Kim Dong-moon /  Yoo Yong-sung –  Eddeeza Saha /  Fredyno Saha: 15-5 / 15-6
- Yap Yee Guan /  Yap Yee Hup –  Ba Bahal Han /  Tun Tun Zaw: 15-3 / 15-4
- Que Ning /  Zheng Zhou –  Ma Che Kong /  Tam Kai Chuen: 15-3 / 15-9
- Huang Zhanzhong /  Jiang Xin –  Abhichat Khongchan /  Thanakorn Singkaew: 15-1 / 15-3
- Lee Dong-soo /  Lee Yong-sun –  Igor Dmitriev /  Anton Tiajkoun: 15-2 / 15-2
- Liang Qing /  Liu Yong –  Lee Sung-yuan /  Yong Shyu-jeng: 15-8 / 15-2
- Soo Beng Kiang /  Tan Kim Her –  Kitipon Kitikul /  Kosol Siridumrongsak: 15-6 / 15-2
- Ha Tae-kwon /  Kang Kyung-jin –  Choong Tan Fook /  Lee Wan Wah: 18-13 / 15-3
- Ade Sutrisna /  Candra Wijaya –  Chan Siu Kwong /  He Tim: 15-1 / 15-6
- Yu Yang /  Zhao Zhiyong –  Takaaki Hayashi /  Norio Imai: 15-8 / 15-5
- Siripong Siripool /  Khunakorn Sudhisodhi –  Hamid Khan /  Gee Boo Simon Koh: 15-4 / 15-3
- Tao Xiaoqiang /  Ricky Yu Qi –  Bhushan Akut /  Vinod Kumar: 15-6 / 15-5
- Cheah Soon Kit /  Yap Kim Hock –  Joaquim Lobo /  Tai Tak Meng: 15-1 / 15-2
- Pramote Teerawiwatana /  Sakrapee Thongsari –  Liu Di /  Yang Ming: 9-15 / 15-6 / 15-9
- Kim Dong-moon /  Yoo Yong-sung –  Tony Gunawan /  Rudy Wijaya: 15-7 / 8-15 / 15-8
- Yap Yee Guan /  Yap Yee Hup –  Que Ning /  Zheng Zhou: 15-6 / 15-6
- Huang Zhanzhong /  Jiang Xin –  Lee Dong-soo /  Lee Yong-sun: 15-5 / 15-10
- Soo Beng Kiang /  Tan Kim Her –  Liang Qing /  Liu Yong: 12-15 / 15-6 / 18-16
- Ade Sutrisna /  Candra Wijaya –  Ha Tae-kwon /  Kang Kyung-jin: 13-15 / 15-7 / 17-13
- Siripong Siripool /  Khunakorn Sudhisodhi –  Yu Yang /  Zhao Zhiyong: 15-10 / 17-14
- Cheah Soon Kit /  Yap Kim Hock –  Tao Xiaoqiang /  Ricky Yu Qi: 15-4 / 15-1
- Pramote Teerawiwatana /  Sakrapee Thongsari –  Kim Dong-moon /  Yoo Yong-sung: 1-0 / 1-0
- Huang Zhanzhong /  Jiang Xin –  Yap Yee Guan /  Yap Yee Hup: 18-14 / 15-4
- Ade Sutrisna /  Candra Wijaya –  Soo Beng Kiang /  Tan Kim Her: 15-3 / 15-4
- Cheah Soon Kit /  Yap Kim Hock –  Siripong Siripool /  Khunakorn Sudhisodhi: 17-16 / 15-11

### Endrunde
|  | Halbfinale | Halbfinale                               | Halbfinale | Halbfinale | Halbfinale |  |  | Finale | Finale                      | Finale | Finale | Finale |
|  |            |                                          |            |            |            |  |  |        |                             |        |        |        |
|  |            |                                          |            |            |            |  |  |        |                             |        |        |        |
|  |            | Huang Zhanzhong Jiang Xin                | 15         | 15         |            |  |  |        |                             |        |        |        |
|  |            | Pramote Teerawiwatana Sakrapee Thongsari | 11         | 5          |            |  |  |        |                             |        |        |        |
|  |            |                                          |            |            |            |  |  |        | Huang Zhanzhong Jiang Xin   | 15     | 8      | 7      |
|  |            |                                          |            |            |            |  |  |        | Cheah Soon Kit Yap Kim Hock | 7      | 15     | 15     |
|  |            | Ade Sutrisna Candra Wijaya               | 6          | 8          |            |  |  |        |                             |        |        |        |
|  |            | Cheah Soon Kit Yap Kim Hock              | 15         | 15         |            |  |  |        |                             |        |        |        |
|  |            |                                          |            |            |            |  |  |        |                             |        |        |        |

## Damendoppel

### Hauptrunde
- Ngan Fai /  Tung Chau Man –  Thị Liên Dường /  Tu Le Hình: 15-3 / 15-2
- Plernta Boonyarit /  Pornsawan Plungwech –  Ludmila Okuneva /  Olesia Sholar: 15-0 / 15-10
- Tomomi Matsuo /  Masako Sakamoto –  Chan Mei Jian /  Jeng Shwu-zen: 15-0 / 15-3
- Han Jingna /  Ye Zhaoying –  Jaw Hua-ching /  Shyu Yu-ling: 15-9 / 15-2
- Liu Li /  Wang Li –  Ko Hsin-lin /  Lee Ming-hwa: 18-14 / 15-6
- Jang Hye-ock /  Shim Eun-jung –  Leen Ai /  Chan Chia Fong: 15-0 / 15-1
- Aiko Miyamura /  Akiko Miyamura –  Kuak Seok Choon /  Zamaliah Sidek: 15-5 / 13-15 / 15-11
- Gil Young-ah /  Park Soo-yun –  Hwai Min-tsui /  Lin Jin-cher: 15-0 / 15-6
- Deyana Lomban /  Nonong Denis Zanati –  Chan Ya-lin /  Lee Suh-ling: 15-2 / 15-8
- Qin Yiyuan /  He Tian Tang –  Kaushalya Dissanayake /  Chandrika de Silva: 15-3 / 15-0
- Gao Qian /  Qian Hong –  Huang Chia-chi /  Wu I-lun: 15-9 / 15-3
- Chan Oi Ni /  Ng Ching –  Manjusha Kanwar /  P. V. V. Lakshmi: w.o.
- Ge Fei /  Gu Jun –  Ngan Fai /  Tung Chau Man: 15-4 / 15-0
- Tomomi Matsuo /  Masako Sakamoto –  Plernta Boonyarit /  Pornsawan Plungwech: 15-10 / 15-5
- Eliza Nathanael /  Zelin Resiana –  Han Jingna /  Ye Zhaoying: 15-12 / 16-18 / 15-7
- Jang Hye-ock /  Shim Eun-jung –  Liu Li /  Wang Li: 15-13 / 15-18 / 15-4
- Gil Young-ah /  Park Soo-yun –  Aiko Miyamura /  Akiko Miyamura: 15-6 / 15-3
- Peng Xinyong /  Zhang Jin –  Chan Oi Ni /  Ng Ching: 15-2 / 15-5
- Qin Yiyuan /  He Tian Tang –  Deyana Lomban /  Nonong Denis Zanati: 15-7 / 15-6
- Kim Mee-hyang /  Kim Shin-young –  Gao Qian /  Qian Hong: 15-8 / 10-15 / 15-5
- Ge Fei /  Gu Jun –  Tomomi Matsuo /  Masako Sakamoto: 15-6 / 15-12
- Eliza Nathanael /  Zelin Resiana –  Jang Hye-ock /  Shim Eun-jung: 15-11 / 15-13
- Peng Xinyong /  Zhang Jin –  Gil Young-ah /  Park Soo-yun: 15-8 / 8-15 / 15-9
- Qin Yiyuan /  He Tian Tang –  Kim Mee-hyang /  Kim Shin-young: 15-8 / 15-10

### Endrunde
|  | Halbfinale | Halbfinale                    | Halbfinale | Halbfinale | Halbfinale |  |  | Finale | Finale                  | Finale | Finale | Finale |
|  |            |                               |            |            |            |  |  |        |                         |        |        |        |
|  |            |                               |            |            |            |  |  |        |                         |        |        |        |
|  |            | Ge Fei Gu Jun                 | 15         | 15         |            |  |  |        |                         |        |        |        |
|  |            | Eliza Nathanael Zelin Resiana | 4          | 5          |            |  |  |        |                         |        |        |        |
|  |            |                               |            |            |            |  |  |        | Ge Fei Gu Jun           | 15     | 15     |        |
|  |            |                               |            |            |            |  |  |        | Qin Yiyuan Tang Yongshu | 1      | 4      |        |
|  |            | Peng Xinyong Zhang Jin        | 3          | 8          |            |  |  |        |                         |        |        |        |
|  |            | Qin Yiyuan Tang Yongshu       | 15         | 15         |            |  |  |        |                         |        |        |        |
|  |            |                               |            |            |            |  |  |        |                         |        |        |        |

## Mixed

### Hauptrunde
- Lee Dong-soo /  Kim Mee-hyang –  Shinji Bito /  Masako Sakamoto: 15-3 / 15-9
- Huang Chuan-chen /  Lee Ming-hwa –  Ma Che Kong /  Tung Chau Man: 15-12 / 18-16
- Sandiarto /  Sri Untari –  Thushara Edirisinghe /  Chandrika de Silva: 15-2 / 15-6
- Jiang Xin /  Zhang Jin –  Hồ Văn Lợi /  Thị Liên Dường: 15-1 / 15-1
- Ha Tae-kwon /  Park Soo-yun –  He Tim /  Chan Oi Ni: 11-15 / 17-16 / 15-2
- Liang Qing /  Grace Peng Yun –  Chang Jeng-shyuang /  Ko Hsin-lin: 15-11 / 12-15 / 15-4
- Yoo Yong-sung /  Gil Young-ah –  Sudip Yonzon /  Rajani Joshi Shrestha: 15-0 / 15-0
- Flandy Limpele /  Rosalina Riseu –  Nguyễn Anh Hoàng /  Tu Le Hình: 15-3 / 15-0
- Ricky Yu Qi /  Sun Man –  Horng Shin-jeng /  Hwai Min-tsui: 15-2 / 15-2
- Kang Kyung-jin /  Shim Eun-jung –  Chan Siu Kwong /  Ngan Fai: 15-2 / 15-5
- Liu Jianjun /  Ge Fei –  Norio Imai /  Takako Ida: 15-4 / 15-6
- Chew Lin-jin /  Lee Mou-chou –  Tam Lok Tin /  Louisa Koon Wai Chee: 15-1 / 15-2
- Tao Xiaoqiang /  Qian Hong –  Kaushalya Dissanayake /  Duminda Jayakody: 15-2 / 15-1
- Siripong Siripool /  Plernta Boonyarit –  Fumihiko Machida /  Tomomi Matsuo: 15-12 / 15-6
- Kim Dong-moon /  Kim Shin-young –  Igor Dmitriev /  Olesia Sholar: 15-4 / 15-0
- Chen Xingdong /  Wang Xiaoyuan –  Lee Dong-soo /  Kim Mee-hyang: 17-18 / 17-15 / 15-10
- Sandiarto /  Sri Untari –  Huang Chuan-chen /  Lee Ming-hwa: 15-7 / 15-7
- Jiang Xin /  Zhang Jin –  Ha Tae-kwon /  Park Soo-yun: 15-7 / 15-10
- Yoo Yong-sung /  Gil Young-ah –  Liang Qing /  Grace Peng Yun: 15-13 / 17-14
- Flandy Limpele /  Rosalina Riseu –  Ricky Yu Qi /  Sun Man: 15-7 / 15-9
- Liu Jianjun /  Ge Fei –  Kang Kyung-jin /  Shim Eun-jung: 15-4 / 15-6
- Tao Xiaoqiang /  Qian Hong –  Chew Lin-jin /  Lee Mou-chou: 15-7 / 15-5
- Kim Dong-moon /  Kim Shin-young –  Siripong Siripool /  Plernta Boonyarit: 15-4 / 15-4
- Sandiarto /  Sri Untari –  Chen Xingdong /  Wang Xiaoyuan: 15-11 / 15-6
- Jiang Xin /  Zhang Jin –  Yoo Yong-sung /  Gil Young-ah: 1-0 / 1-0
- Liu Jianjun /  Ge Fei –  Flandy Limpele /  Rosalina Riseu: 18-13 / 15-11
- Kim Dong-moon /  Kim Shin-young –  Tao Xiaoqiang /  Qian Hong: 15-1 / 15-6

### Endrunde
|  | Halbfinale | Halbfinale                   | Halbfinale | Halbfinale | Halbfinale |  |  | Finale | Finale              | Finale | Finale | Finale |
|  |            |                              |            |            |            |  |  |        |                     |        |        |        |
|  |            |                              |            |            |            |  |  |        |                     |        |        |        |
|  |            | Sandiarto Sri Untari         | 17         | 2          | 2          |  |  |        |                     |        |        |        |
|  |            | Jiang Xin Zhang Jin          | 14         | 15         | 15         |  |  |        |                     |        |        |        |
|  |            |                              |            |            |            |  |  |        | Jiang Xin Zhang Jin | 4      | 15     | 5      |
|  |            |                              |            |            |            |  |  |        | Liu Jianjun Ge Fei  | 15     | 12     | 15     |
|  |            | Liu Jianjun Ge Fei           | 18         | 15         |            |  |  |        |                     |        |        |        |
|  |            | Kim Dong-moon Kim Shin-young | 16         | 11         |            |  |  |        |                     |        |        |        |
|  |            |                              |            |            |            |  |  |        |                     |        |        |        |